# Enrique Verduga
Enrique Wilfrido Verduga (Chone, 19 gennaio 1964) è un ex calciatore ecuadoriano, di ruolo centrocampista.

## Carriera

### Club
Ha giocato per undici stagioni nella massima serie ecuadoriana con l'Emelec.

### Nazionale
Dal 1987 al 1995 ha fatto parte della Nazionale ecuadoriana, giocandovi 12 partite e partecipando alla Copa América 1989.